# Cecilia Kang
Cecilia Kang ( Buenos Aires, Argentina, 1985 ) es una directora de cine conocida por su película documental Mi último fracaso (2017).

## Filmografía
Intérprete
- Mi último fracaso	(2017)	...	Ella misma

Director
- Mi último fracaso	(2017)
- Videojuegos (cortometraje)	en Historias breves 9	(2014)
- Que viva el agua (cortometraje, 2011)
- Partió de mí un barco llevándome (2023)

Asistente de Dirección
- Los últimos románticos (2019)
- La larga noche de Francisco Sanctis   (2016)
- Historias breves 7 (2012)

Meritorio de dirección
- Güelcom	(2011)

Guionista
- Mi último fracaso	(2017)

Producción
- Mi último fracaso (2017)

Montaje
- Música, gramática, gimnasia(cortometraje, 2014)

Vestuario
- Inzomnia	(2007)

## Nominación
En el Festival de Cine Internacional de Berlín de 2015 su cortometraje Videojuegos fue nominada para el Premio Oso de Cristal Generación Kplus al Mejor Cortometraje.